# منزل المستقبل

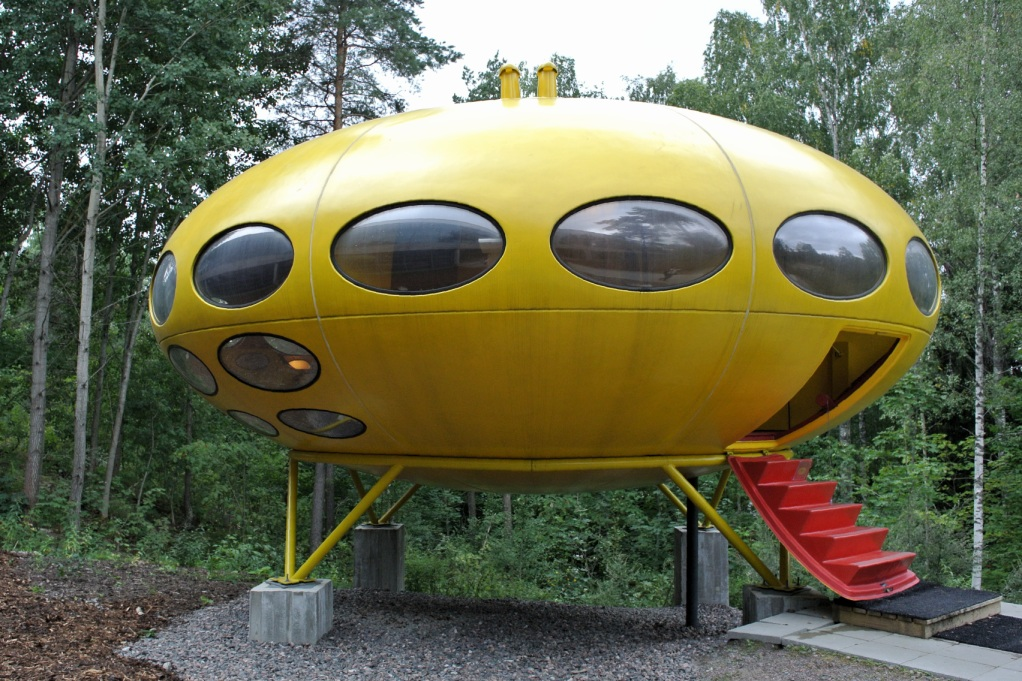
منزل المستقبل في متحف إسبو للفن الحديث، فنلندا

منزل المستقبل أو منزل فوتورو أو فوتورو (Futuro House) هو عبارة عن منزل دائري مسبق الصنع تم استلهام شكله المميز من شكل الصحن الطائر ما أكسبه شعبية بين هواة الغرائب، وقد تم تصميمه من قبل ماتي سورونين [الإنجليزية] حيث تم بناء أقل من 100 منزل منه في أواخر الستينات وأوائل السبعينيات.
ويتم صنع منزل المستقبل من لدائن مدعمة بألياف زجاجية معززة بالبلاستيك والبوليستر، بوليستر وبولي يوريثان، وبولي (ميتاكريلات الميثيل) ، بارتفاع بلغ 4 أمتار (13 قدمًا) و 8 أقطار (26 قدمًا).